# D-ONE第一大天地
D-ONE第一大天地台中高鐵娛樂城是第一大國際開發公司（廣三崇光國際開發公司、桂亞國際公司合資成立）一座興建中的購物中心，位於台灣台中市烏日區高鐵台中站旁，營業面積9萬坪，全區總樓板面積為18.5萬坪，預定進駐凱賓斯基飯店、商辦大樓、會議中心、電競動漫館、以及電影院等等，預定2028年完工。D- ONE第一大天地工程於2025年4月30日舉行立柱典禮。